# 피오나 웨이드
피오나 웨이드(Fiona Wade, 1979년 3월 20일 ~ )는 잉글랜드의 배우이다.